# Albert Descamps
Albert Descamps (Schalafie, 27 juni 1916 - Waver, 15 oktober 1980) was een katholiek priester, hoogleraar, titelvoerend bisschop van Tunis, hulpbisschop van het bisdom Doornik en de laatste gewijde rector magnificus van de Katholieke Universiteit Leuven.

## Levensloop
Descamps deed zijn middelbare studies aan het Sint-Leocollege in Brugge. Hij werd op 5 oktober 1941 tot priester gewijd in het bisdom Doornik.
Na zijn doctoraat in de theologie te hebben behaald, werd hij hoogleraar Bijbelexegese aan de Katholieke Universiteit Leuven.
Op 27 december 1960 werd hij gewijd als titelvoerend bisschop van Tunis en hulpbisschop van Doornik. In 1964 nam hij ontslag als hulpbisschop voor dit bisdom.

## Rector magnificus
Albert Descamps, perfect tweetalig, was de laatste rector magnificus van de Katholieke Universiteit Leuven (1962 tot 1968). Hij loodste de universiteit door de woelige jaren die tot de splitsing in twee universiteiten (Frans- en Nederlandstalig) leidden.
Na de splitsing werd hij opnieuw hoogleraar Bijbelexegese aan de Franstalige Université catholique de Louvain (UCL) van Louvain-la-Neuve.
Hij werd nationaal voorzitter van Pax Christi in 1963 en hulpbisschop voor de buitenlandse studenten in 1965.
In 1967 werd hij lid van de Pauselijke Bijbelcommissie, waarvan hij secretaris was van 1973 tot aan zijn dood.

## Publicaties
- Les Justes et la Justice dans les Evangiles et le Christianisme primitif, hormis la doctrine proprement Paulinienne (verhandeling voor het verkrijgen van de graad van magister in theologie), Louvain / Gembloux, 1950.
- Sin in the Bible, (samen met Albert Gelin), Desclée, 1964
- Genèse et structure d'un texte du Nouveau Testament. Étude interdisciplinaire du chapitre 11 de l'évangile de Jean (samen met anderen), Ed. du Cerf, 1981
- Jésus et l'Eglise. Etudes d'exégèse et de théologie

## Eerbetoon
Het gebouw waarin de faculteit theologie van de Université catholique de Louvain is gevestigd, kreeg de naam Collège Albert Descamps en is gelegen op de Grote Markt van Louvain-la-Neuve.

### over Albert Descamps
- R. GUELLUY, Albert Descamps tel que je l'ai connu, in: Revue théologique de Louvain, Leuven, 1980, vol. 11, no 4, blz. 407-415.
- J. GIBLET, Mgr. Albert Descamps, exégète et théologien de Louvain, in: Revue Théologique de Louvain, Leuven,

1981, vol. 12, no 1, blz. 40-58
- C. FOCANT, Le professeur Albert Descamps, in: Revue Théologique de Louvain, Leuven, 1981, vol. 12, no 1, blz. 59-63

### over de KUL
- Christian LAPORTE, L'affaire de Louvain, Brussel, De Boeck & Larcier, 1999.
- Jo TOLLEBEEK & Liesbet NYS (red.), De stad op de berg: een geschiedenis van de Leuvense Universiteit sinds 1968, Leuven, Universitaire Pers, 2005
- Elwin HOFMAN, Het dorp achter de heuvel. Een geschiedenis van de KULAK (1965-2010), 2010